# Ben Hill County Jail
Ben Hill County Jail ist ein denkmalgeschütztes, ehemaliges Gefängnis in Fitzgerald, Georgia. 
Das zweistöckige Gefängnis des County wurde im Jahr 1909 von J.R. MacEachron mit T-förmigen Grundriss im Stile der Neuromanik errichtet. Der Mauerwerksverband der Außenwände besitzt Läufer aus rotem Backstein. Der neuere Portikus ist eine Etage hoch, wird von rechteckigen Holzpfosten getragen und hat als Bekrönung einen Balkon im zweiten Stockwerk. Die Fenster der nach Süden blickenden Frontfassade sind im Stile des Palladianismus gehalten und haben gestufte Stürze.
Ben Hill County Jail war das erste Gefängnis des 1906 gegründeten Ben Hill County. Der ursprüngliche Portikus sowie der mit Zinnen bewehrte Turm sind heute nicht mehr erhalten. Das Gefängnis war bis Anfang der 1980er Jahre in Nutzung, bis es für eine umfangreiche Renovierung geräumt und von der Pine Street nach 255 Appomattox Road verlegt wurde. Ben Hill County Jail wurde am 26. August 1982 als Baudenkmal in das National Register of Historic Places aufgenommen.